# Nematocampa expunctaria
Nematocampa expunctaria là một loài bướm đêm trong họ Geometridae.